# 潛龍諜影V 幻痛
《潛龍諜影V 幻痛》（日语：ファントムペイン）是一款由小岛工作室开发，小岛秀夫参与主要设计的隐蔽类开放世界动作冒险游戏。游戏在2015年9月1日发行于Microsoft Windows、PlayStation 3、PlayStation 4、Xbox 360 Xbox One和PlayStation 5平台。由小岛工作室研發的遊戲引擎「狐引擎」（FOX Engine）打造。本作是合金装备系列的第11款遊戲，也是小島自科乐美離職前主導的最后一部正传作品，但科乐美表示将会继续推展《合金装备》系列。
遊戲內容的時間設定在《潛龍諜影V 原爆點》九年之後，即1984年。玩家将在阿富汗和安哥拉-扎伊尔边境进行冒险，以向九年前摧毁无国界军队MSF的神秘人物"Skull Face"复仇。游戏被设计成开放世界的形式，玩家可以自由探索阿富汗战争期间的阿富汗荒漠，以及安哥拉内战期间的非洲中部丛林，同时搜集资源建造和经营自己的母基地。游戏也包含了线上模式——「前进基地」(Forward Operating Base)，玩家可以潜入其他玩家的基地窃取资源和武器。
遊戲原先被分別公佈為2個不同的項目，一個是在潛龍諜影25週年紀念會上公佈，名為《潛龍諜影 原爆點》，另一個則是由Moby Dick Studio開發的《幻痛》。至2013年3月遊戲網頁正式上線，名稱才確定為《潛龍諜影V 幻痛》。2013年11月11日，科樂美宣布《潛龍諜影V 原爆點》獨立於2014年春季發行。2014年德國Gamescom展，小島秀夫宣佈《幻痛》將藉由Steam登上電腦平台。

## 故事
故事开始于原爆點事件的九年之後，1984年「Big Boss」終於在泽凯利亚的醫院中甦醒；XOF部隊得到消息，很快的到達醫院並試圖抹殺剛甦醒的Snake，Snake在名為Ishmael的男子的幫助下逃離了醫院。並在Ocelot的帮助下離開了塞浦路斯，隨後救出Kaz並向造成這一切的Cipher進行復仇。

## 登場角色

### 主角
- Punished "Venom" Snake／Ahab／Big Boss

（3D掃描、英文配音：基弗·萨瑟兰／日文配音：大塚明夫，動態擷取：Erik Brown、Rudy McCollum（序章：Awakening））
在原爆点事件后，「Big Boss」沉睡了九年。失去了一切，「Big Boss」这次化身为「毒蛇」，誓将完成终极复仇。

### Diamond Dogs
- Kazuhira Miller

（3D掃描、英文配音：Robin Atkin Downes／日文配音：杉田智和，動態擷取：Erik Bossick）
在原爆点事件后，Miller创立了「钻石犬」，意为在战场上如狗一般忠誠，組織信念如钻石般坚韧。
- Ocelot

（3D掃描、英文配音：特洛伊·贝克／日文配音：三上哲，動態擷取：Matthew Carlsen）
传奇士兵The Boss的儿子，「食蛇者行动」中的多重间谍，曾与Big Boss多次交手，仰慕Big Boss的个人魅力，现在帮助「Big Boss」和Miller重建母基地。「一个依靠谎言为生的人」
- Dr. Emmerich(Huey)

（3D掃描、英文配音：Christopher Randolph／日文配音：田中秀幸，動態擷取：Sebastian Le Floch）
「和平行者事件」中的美国机械专家，之后帮助MSF研发ZEKE。原爆点事件后下落不明，如今被发现在帮助Skull Face研发Sahelanthropus以及双足武器系统。「唯一一个没失去任何东西的人」
- Quiet

（3D掃描及英+日語版配音、動態擷取：史蒂芬妮·尤斯登(Stefanie Joosten)）
沉默不语的致命杀手。在序章中先以XOF部队杀手的身份出现，被Ishmael重伤后生死不明。随后在阿富汗与Snake遭遇，此时的她已经被Skull Face改造为类似于骷髅部队的超级士兵，拥有隐身及快速行动的能力，同时还有极强的观察能力，能辨别出高速移动的物体。被Snake打败后加入了「钻石犬」，成为Snake的同伴，但仍然受到Miller等人的怀疑。
- Code Talker

（3D掃描、英文配音：Jay Tavare／日文配音：阪脩，動態擷取：Blake Crawford）
研究声带寄生虫的专家。遊戲中於主線任務為Venom Snake所救出，成為抑制「鑽石狗」基地內聲帶蟲感染的協助者。身體與寄生蟲共存，以此維持身體機能。錄音帶中得知寄生蟲來自「食蛇者行动」中THE END的屍體。
- MSF諜報員（HIDEO）

（配音、動態擷取：小島秀夫）

### XOF
- Skull Face

（3D掃描、英文配音：James Horan／日文配音：土師孝也，動態擷取：Blake Crawford）
Cipher麾下XOF部队的指挥官，指挥了九年前摧毁MSF的行动。现在的他与Cipher分道扬镳，意图实现自己的邪恶计划。
- 「Skulls」 Parasite Unit

XOF的特殊強化部隊。聲帶蟲寄生實驗下產生的超人士兵，有著異常的身體能力和特殊能力。成員無論男女皆能高速移動向目標襲擊，行動時必定為四人一組。
因為寄生蟲而讓他們有了「MIST」（出現時會產生霧的現象）、「CAMO」（有如光學迷彩，可令自己透明化）、「ARMOR」（身體會像岩石那樣硬化，攻擊無法對他們產生效果）的能力。
其中只有女性成員具有「CAMO」能力，與Quiet同樣使用狙擊手段進攻。該部隊成員唯一共通的裝備是開山刀。錄音帶中得知寄生蟲來自「食蛇者行动」中THE END的屍體，經Code Talker繁殖分化而成。

### 其他角色
- Paz Ortega Andrade

（3D掃描、英文配音：Tara Strong／日文配音：水樹奈奈，動態擷取：Savannah Daniels）
Cipher安插到MSF的间谍，在原爆点事件中因为安置在体内的炸弹爆炸，屍體的殘骸散布在Snake體內。
- Strangelove

（英文配音：Vanessa Marshall／日文配音：菊地由美）
Emmerich博士之妻，「和平行者事件」中的美国人工智慧专家，之后帮助MSF开发ZEKE。原爆点事件后下落不明。最終於AI裝置中找到被Emmerich博士殺害的屍體。
- Eli/ White Mamba (Liquid Snake)

（3D掃描、英文配音：Piers Stubbs／日文配音：本城雄太郎，動態擷取：Vincent Giry）
12岁，自称「White Mamba」，带领着一群「娃娃兵」。疑為逃走的「魔童计划」（恐るべき子供達計畫）产品。未來的液蛇(Liquid Snake)。
- Tretij Rebenok （即英文的「The Third Child」，為「第三個孩子」之意） (Psycho Mantis)

（無配音員，動態擷取：Clayton Martin）
「The Third Child」计划产物，拥有特異心電感應控制能力及念動能力的男孩。
「潛龍諜影 (1998年遊戲)」中改名為Psycho Mantis（サイコ・マンティス），成為新生Foxhound 成員。
- 火焰人(Man on Fire)＝Yevgeny Borisovitch Volgin

（3D掃描、配音：Dave Fouquette，動態擷取：Rene Verburg）
「食蛇者行动」中被Big Boss所杀的Volgin上校，如今全身燃烧着复仇怒火。
- Zero/ Cipher

（英文配音：Time Winters／日文配音：銀河萬丈）
「食蛇者行动」中Snake的指挥官，「魔童计划」实施后与Snake分道扬镳。被視为是九年前原爆点事件的始作俑者。
- 主治醫師

（3D掃描：Christos Vasilopoulos，英文配音：Ian Moore／日文配音：大塚芳忠）
像昏迷了九年後醒來的Venom傳達要為他進行整形手術的醫師。
在解說過程中遭到神秘部隊（Quiet）襲擊，結果被殺。
- 護士

（3D掃描、配音：Joanna Kalafatis，動態擷取：Emma Howard）
替Venom進行看護的護士，在Venom甦醒後不久遭遇神秘部隊（Quiet）襲擊，結果被殺。
- iDROID語音：Donna Burke
- AI Pod語音

（英文版：Lori Alan／日文版：井上喜久子）
- 「The Man Who Sold The World」/ Ishmael

（3D掃描、英文配音：基弗·萨瑟兰／日文配音：大塚明夫，動態擷取：Erik Brown、Rudy McCollum（序章：Awakening））
在醫院裡救出Venom Snake的男人，「出卖世界的男人」。

## 武器裝備
遊戲中的武器通常會對應相應的戰鬥技能，包括肉搏、近戰武器、小型槍械、大型槍械、能量武器、投擲武器總共六種，每種都有各自的特性和效果。每種槍械都可以進行改造和強化，可以添加一些消音器或紅外線等功能，而護甲可以進行升級，通過升級它增加防禦力和一些回复速度。
玩家還可以在遊戲中發現一些陌生卻又熟悉的槍械，例如類似AK74突擊步槍的SVG-76突擊步槍。而性能相對於現實有些誇張、但卻讓老玩家懷念的“富爾頓地對空回收系統”也重回作品並在遊戲內扮演著舉足輕重的角色。

## METAL GEAR

Metal Gear Sahelanthropus 直立形态

- Metal Gear ST-84：全名Sahelanthropus Tchadensis 84（乍得沙赫人）[10]

Cipher组织研发的新型METAL GEAR，是第一个真正实现双足行走的METAL GEAR機種，因此取名Sahelanthropus（乍得沙赫人），即「第一个直立行走的人」。Sahelanthropus有两种可以切换的形态，其第一种形态的外形与Metal Gear Rex类似；而另一种就是「直立形态」，在这个形态下它的身高增长了一倍，使得其比其他历代合金装备看起来都要高大得多。Sahelanthropus装备了「寄生虫武器」，平时别在「腰」部，使用时犹如长鞭挥舞，将其中的寄生虫「注射」到地底下，然后在地表制造嶙峋怪石，破壞地面目标。此外，Sahelanthropus还装备有电磁炮、火神炮、追踪导弹、火焰喷射器等常规武器。最后，真正令Sahelanthropus变得特殊的是其装备的「贫铀装甲」，这种装甲不仅仅是用于防御，而是在必要的时候能产生「核反应」，将整个Sahelanthropus变为一颗核弹。正是由于这些能力，Sahelanthropus成为Skull Face实现其计划的最重要工具。

## 开发
《潛龍諜影V》开始进入公众的视野是在2012年左右。2012年2月，一个称为“Development Without Borders”（直译为：开发无国界；来源自之前的游戏中出现的无国界军队）的网站上线，网站由科乐美所有，其目的是为开发下一部新的《潛龍諜影》作品而做推广。在2012年3月举行的游戏开发者大会上，网站在展馆内开设招聘位，征招若干职位，这些职位被称是为了开发以“高端游戏主机”和“下一代狐引擎”为目标的最新《潛龍諜影》作品。
2013年3月27日，小岛秀夫正式确认他的制作团队正在制作《潛龍諜影 V》，并宣布《潛龍諜影 V》将会被分为两个独立的游戏发行，即作为序章的《潛龍諜影 V：原爆点》和作为主干部分的《潛龍諜影 V：幻痛》。随后，他展示了一段关于本作的预告片，并介绍了新一代狐引擎的优良特性。.该段预告片使用了Garbage乐队2012年的歌曲"Not Your Kind of People"。
於2013年6月6日科樂美公布的2013E3展前導影片，公開了主角Snake的英文配音以及臉部動態捕捉將由影星基佛·蘇德蘭擔任，而不是自初代起就擔任Snake配音的大衛·海特（David Hayter）。
2015年台北电玩展上，小岛秀夫亲自宣布本作将进行繁体中文化，这是该系列诞生26年来首次被官方中文化。而索尼电脑娱乐中文化中心担任本作中文化的工作，而小岛秀夫会对中文化制作进行监督。繁體中文版於2015年11月27日推出上市，採用英語配音版本及中、英、日、韓四國字幕。
2015年3月时，有媒体发现《潛龍諜影V 幻痛》的官方网站與宣材上，「小岛工作室」（KOJIMA PRODUCTIONS）等标志被移除（但後來實際發售的遊戲成品畫面中仍然保有），随后有消息称在本作开发完成后系列制作人小岛秀夫将会离开科乐美，而开发团队小岛工作室 将会归编到科乐美新的开发团队中。
截至2015年4月，据信已经有超过8000万美元被投入到《潛龍諜影V》项目的开发之中。

## 音乐

### 原声带
本作的原声带Metal Gear Solid V Original Soundtrack于游戏正式发售次日，即2015年9月2日，以实体和虚拟管道方式发行。由于授权原因，虚拟发行版本中排除了一些授权歌曲，只留下原创歌曲，以下描述的内容則為虚拟途徑发行版本。
专辑包含2张CD，总共收录了46首歌曲，编曲主要由Ludvig Forssell完成，其他参与者有 Justin Burnett, Harry Gregson-Williams, Daniel James；其中还包含2首人声表演的主题曲——Sins of the Father和Quiet's Theme，分别由Donna Burke和Stefanie Joosten演唱。其余未被收录入虚拟版本的授权歌曲有：Midge Ure演唱的"The Man Who Sold The World"，Joan Baez演唱的"Here's to You"，Garbage演唱的"Not Your Kind Of People"，Mike Oldfield演唱的"Nuclear"。
专辑由Harry Gregson-Williams担任制作人，这是他第四次参与《合金装备》系列原声带的制作。但与之前承担主要作曲工作不同，本次他只编写了两首曲目。
在2015年7月，曾多次参加合金装备系列音乐编曲工作的Rika Muranaka在接受Fragged Nation的采访中称，有超过30首受委托制作的歌曲到最后未被采用。这加深了人们对《潛龍諜影V 幻痛》企劃案预算危机的担忧。
在另一场对主要作曲者Ludvig Forssell的采访中，Ludvig Forssell说到他们仅为预告片就制作了超过8个版本的Sins of the Father，这在他的编曲工作中是前所未有的。在制作过程中，他甚至还亲自演唱了这首主题曲。他还谈到这首歌不仅是用作《幻痛》故事内容的一个比喻，同时还是对整个合金装备系列故事的比喻。“其中的很多歌词，如竞赛、复仇等等，都不仅是在影射《幻痛》的故事，也同时在影射整个合金装备系列的故事”，Ludvig Forssell在采访中说道。
| Metal Gear Solid V Original Soundtrack Selection | Metal Gear Solid V Original Soundtrack Selection | Metal Gear Solid V Original Soundtrack Selection | Metal Gear Solid V Original Soundtrack Selection | Metal Gear Solid V Original Soundtrack Selection |
| 曲序                                             | 曲目                                             | 作曲                                             | 演唱                                             | 时长                                             |
| ------------------------------------------------ | ------------------------------------------------ | ------------------------------------------------ | ------------------------------------------------ | ------------------------------------------------ |
| 1.                                               | V Has Come To                                    | Ludvig Forssell                                  |                                                  | 3:08                                             |
| 2.                                               | You Can Call Me Ishmael                          | Ludvig Forssell                                  |                                                  | 2:03                                             |
| 3.                                               | A Burning Escape                                 | Justin Burnett, Ludvig Forssell                  |                                                  | 9:05                                             |
| 4.                                               | Afghanistan's a Big Place                        | Ludvig Forssell                                  |                                                  | 2:16                                             |
| 5.                                               | Unforgiving Sands                                | Ludvig Forssell                                  |                                                  | 2:47                                             |
| 6.                                               | Kept You Waiting Huh?                            | Ludvig Forssell                                  |                                                  | 3:25                                             |
| 7.                                               | Parasites                                        | Ludvig Forssell                                  |                                                  | 3:20                                             |
| 8.                                               | Allegiance Defined                               | Justin Burnett                                   |                                                  | 2:56                                             |
| 9.                                               | Exfiltrate the Hotzone                           | Ludvig Forssell                                  |                                                  | 1:30                                             |
| 10.                                              | I Am Skull Face                                  | Ludvig Forssell                                  |                                                  | 3:31                                             |
| 11.                                              | Hals's Child Unchained                           | Justin Burnett                                   |                                                  | 3:01                                             |
| 12.                                              | Introduction To Africa                           | Ludvig Forssell                                  |                                                  | 2:30                                             |
| 13.                                              | Encounter on the Plains                          | Ludvig Forssell                                  |                                                  | 1:57                                             |
| 14.                                              | A Factory of Death                               | Ludvig Forssell                                  |                                                  | 1:57                                             |
| 15.                                              | The Code Talker                                  | Ludvig Forssell                                  |                                                  | 4:07                                             |
| 16.                                              | Metallic Archaea                                 | Ludvig Forssell                                  |                                                  | 2:08                                             |
| 17.                                              | OKB Zero                                         | Ludvig Forssell                                  |                                                  | 2:10                                             |
| 18.                                              | Angering Mantis                                  | Justin Burnetti                                  |                                                  | 7:01                                             |
| 19.                                              | Sahelanthropus Dominion                          | Justin Burnett                                   |                                                  | 6:19                                             |
| 20.                                              | Return                                           | Ludvig Forssell                                  |                                                  | 2:57                                             |
| 21.                                              | Sins of the Father                               | Akihiro Honda (music), Ludvig Forssell (lyrics)  | Donna Burke                                      | 4:54                                             |
| 22.                                              | Quiet's Theme                                    | Akihiro Honda (music), Ludvig Forssell (lyrics)  | Stefanie Joosten                                 | 2:53                                             |
| 23.                                              | Ground Zeroes                                    | Ludvig Forssell                                  |                                                  | 1:50                                             |
| 24.                                              | Camp Omega                                       | Ludvig Forssell                                  |                                                  | 1:28                                             |
| 25.                                              | Withered Peace                                   | Ludvig Forssell                                  |                                                  | 2:22                                             |
| 26.                                              | The Girl's Gone                                  | Ludvig Forssell                                  |                                                  | 2:44                                             |
| 27.                                              | Bloodstained Anthem                              | Ludvig Forssell                                  |                                                  | 1:23                                             |
| 28.                                              | She's Rigged                                     | Harry Gregson-Williams                           |                                                  | 3:01                                             |
| 29.                                              | The Fall of Mother Base                          | Harry Gregson-Williams                           |                                                  | 3:32                                             |
| 30.                                              | Drop Off                                         | Ludvig Forssell                                  |                                                  | 1:19                                             |
| 31.                                              | Beautiful Mirage - An Unexpected Visitor         | Ludvig Forssell                                  |                                                  | 4:18                                             |
| 32.                                              | On the Trail                                     | Ludvig Forssell                                  |                                                  | 2:02                                             |
| 33.                                              | Steel Embers                                     | Daniel James                                     |                                                  | 2:03                                             |
| 34.                                              | Infected                                         | Ludvig Forssell                                  |                                                  | 4:03                                             |
| 35.                                              | Battling Armor                                   | Justin Burnett                                   |                                                  | 5:26                                             |
| 36.                                              | Shining Lights, Even in Death                    | Ludvig Forssell                                  |                                                  | 4:03                                             |
| 37.                                              | Fortress                                         | Ludvig Forssell                                  |                                                  | 2:05                                             |
| 38.                                              | Disarmament                                      | Ludvig Forssell                                  |                                                  | 1:37                                             |
| 39.                                              | Darkness Roars                                   | Ludvig Forssell                                  |                                                  | 1:53                                             |
| 40.                                              | Swift Judgement                                  | Ludvig Forssell                                  |                                                  | 3:31                                             |
| 41.                                              | Beautiful Mirage - The Vision Fades              | Ludvig Forssell                                  |                                                  | 1:52                                             |
| 42.                                              | Objective Complete                               | Ludvig Forssell                                  |                                                  | 1:45                                             |
| 43.                                              | African Battlecry                                | Ludvig Forssell                                  |                                                  | 2:07                                             |
| 44.                                              | Metal Gear Online                                | Daniel James                                     |                                                  | 3:26                                             |
| 45.                                              | A Phantom Pain                                   | Ludvig Forssell                                  |                                                  | 3:59                                             |
| 46.                                              | Various Jingles                                  | Ludvig Forssell                                  |                                                  | 0:53                                             |
| 总时长：                                         | 总时长：                                         | 总时长：                                         | 总时长：                                         | 2:19:56                                          |

### 磁带
除了原创歌曲，本作还使用了大量授权歌曲。游戏中出现了很多80年代的流行歌曲，它们不仅充当背景音乐，还同时作为可收集元素，玩家在探索开放世界的过程中收集到代表这些歌曲的「磁带」之后，可以在游戏内的随身听中播放这些歌曲，还可以作为自己的直升机音乐进行广播。本作中对音乐元素的使用可以说是历代之最。

## 评价
| 汇总媒体     | 得分                                |
| ------------ | ----------------------------------- |
| GameRankings | PC：93.17% PS4：91.53% XONE：89.45% |
| Metacritic   | XONE：95/100 PC：93/100 PS4：93/100 |

| 媒体                  | 得分    |
| --------------------- | ------- |
| Destructoid           | 9/10    |
| 电子游戏月刊          | 9.5/10  |
| Eurogamer             | 9/10 ·  |
| Game Informer         | 9.25/10 |
| Game Revolution       | [ 38 ]  |
| GameSpot              | 10/10   |
| GamesTM               | 10/10   |
| GameTrailers          | 9.3/10  |
| Giant Bomb            | [ 42 ]  |
| IGN                   | 10/10   |
| 官方Xbox杂志英国      | 10/10   |
| PC Gamer美国          | 93/100  |
| Polygon               | 9/10    |
| Fami通                | 40/40   |
| Digital Spy           | [ 48 ]  |
| Metro                 | 9/10    |
| PlayStation LifeStyle | 10/10   |
| 卫报                  | [ 51 ]  |
| 独立报                | [ 52 ]  |
| 每日电讯报            | [ 53 ]  |
| 时代                  | [ 54 ]  |

《潛龍諜影V 幻痛》获得了业界交口称赞，日本游戏杂志《FAMI通》，美国游戏网站IGN、GameSpot，中国大陆《游戏机实用技术》等都给予本作满分的评价。
IGN的评论称赞本作的开放性游戏机制，它允许玩家自由地选择执行任务的方式，创造属于自己的解决方法，而不需要担心打破潜行所带来惩罚。但同时也指出故事的后半部分缺乏力度。评论最后总结说《潛龍諜影V 幻痛》是游戏性的巨大突破，这种程度的智慧和创意很少有游戏能够做到。GameSpot同样称赞本作「近乎无可挑剔的游戏性」。评论说到：“除了主线和支线任务，逐步浮现的剧情充当了幻痛开放世界游戏体验的第三根支柱。”评论还称赞了《幻痛》颇为成功的人物塑造，身为一部填补空白的前传，本作将新人物塑造得十分丰满，而非仅拘泥于对系列已有故事的自圆其说。另外，《潛龍諜影V 幻痛》是第23部——合金装备系列中的第3部——获得日本游戏杂志《FAMI通》40/40满分评价的游戏。
电子游戏月刊对本作给出了9.5/10的评价，称赞本作故事所具有的戏剧张力与情感深度。与战地系列和使命召唤系列相比，本作以一种非常有趣及吸引人的方式——即玩家所处的开放世界对玩家的行为做出有机反应，刻画出“战争的徒劳无益”这一主题。但是，评论批评了游戏对资源搜集的过分强调，尤其是“前进基地”(FOB)被入侵会时常打断主要任务的执行，影响游戏体验。游戏博客Destructoid对本作给出了9/10的评价，评价本作为“即朴实又华丽，配得上作为小岛秀夫的最后一部合金装备，他这次是在辉煌中离去。”
Game Informer的乔·朱巴（Joe Juba）对本作给出9.25/10的评价，称赞本作灵活的关卡设计，这给玩家如何完成任务目标提供了多样化的选择，而不再需要为武器及装备上的限制而烦恼。但是，本作未能将叙事改造到与开放世界的游戏模式相兼容的程度。现有的章节式结构给原本就显得复杂的系列故事又蒙上了一层迷雾。Juba认为这种情况所造成的严重结果就是，玩家会在不知道来龙去脉的情况下，茫然地进入故事的关键点。
Polygon的Michael McWhertor对本作给出了9/10的评价，同样称赞游戏灵活的机制。但批评本作令人费解的故事，这让对整个系列缺乏了解的新玩家难以接受。McWhertor同时批评了本作人物Quiet的人物设计过于暴露，他认为这种暴露完全是无意义的，而且不利于这个人物的整体塑造。
本作还获得了一些来自传统游戏媒体之外的褒扬。每日电讯报的Kirk McKeand在给出满分评价之后说道：“这是在不断的进步中创造的系列最佳之作。”时代杂志评论赞扬了本作天衣无缝地集合了多种游戏模式，例如母基地的建设给人以巨大的满足感。

### 销售
《潛龍諜影V 幻痛》在發售的前五天內在全平台合計出貨了300万份盒裝版。
根据科乐美的财务报告，截至2016年1月，《潛龍諜影V 幻痛》已经在全球范围内出貨了600万份（包括下載版本）。

## 資料來源
1. ↑  Albert, Brian. . IGN. 2015-03-04  [2015-03-04]. （原始内容存档于2021-02-11）.
2. ↑  《潜龙谍影5：幻痛》中文版提前发售.游戏时光.2015-09-16.[2015-11-01].
3. ↑  Reilly, Luke. . IGN. 2012-08-30  [2012-08-30]. （原始内容存档于2020-11-11）.
4. ↑  Schreier, Jason. . Kotaku. 2014-08-13  [2014-08-13]. （原始内容存档于2021-03-20）.
5. ↑  Osborn, Alex. . IGN. 2015-09-29  [2015-09-29]. （原始内容存档于2015-11-02）.
6. ↑  .   [2013-03-28]. （原始内容存档于2017-01-20）.
7. ↑  科樂美新聞稿 的存檔，存档日期2014-04-19.
8. ↑  .   [2014-08-13]. （原始内容存档于2021-03-20）.
9. ↑  .   [2013-09-10]. （原始内容存档于2021-03-05）.
10. ↑  .   [2015-08-25]. （原始内容存档于2021-04-14）.
11. ↑  Purchese, Robert. . Eurogamer. 2012-02-22  [2013-03-24]. （原始内容存档于2018-01-21）.
12. ↑  Reilly, Luke. . IGN. 2012-02-22  [2013-03-24]. （原始内容存档于2018-11-05）.
13. ↑  . GameSpot. CBS Interactive.   [2015-03-03]. （原始内容存档于2021-03-10）.
14. ↑  . CVG.com.   [2013-03-27]. （原始内容存档于2014-12-10）.
15. ↑  . VG24/7.   [2015-03-03]. （原始内容存档于2021-02-25）.
16. ↑  .   [2013-06-07]. （原始内容存档于2020-12-25）.
17. ↑  【TpGS 15】小島秀夫來台宣布《潛龍諜影 5》中文化 明星魅力風靡全場 （页面存档备份，存于）.巴哈姆特.2015-01-31.2015-02-01.
18. ↑  . GameSpot.   [2015-03-19]. （原始内容存档于2019-05-15）.
19. ↑  . Eurogamer.   [2015-03-20]. （原始内容存档于2015-03-21）.
20. ↑  Yin-Poole, Wesley. . Eurogamer. Gamer Network. 2015-08-03  [2015-08-03]. （原始内容存档于2020-12-31）.
21. ↑  . twitter. 2015-09-02  [2015-09-02].
22. ↑  . 2015-09-02  [2015-09-02]. （原始内容存档于2016-08-03）.
23. ↑  Orselli, Brandon. . nichegamer. 2015-07-31  [2015-09-21]. （原始内容存档于2016-03-04）.
24. ↑  . Metal Gear Informer. 2013-06-21  [2015-09-24]. （原始内容存档于2021-01-18）.
25. ↑  Concepcion, Miguel. . pastemagazine. 2015-08-31  [2015-08-31]. （原始内容存档于2019-12-01）.
26. ↑  . GameRankings. CBS Interactive.   [2015-08-24]. （原始内容存档于2019-12-09）.
27. ↑  . GameRankings. CBS Interactive.   [2015-08-24]. （原始内容存档于2019-12-09）.
28. ↑  . GameRankings. CBS Interactive.   [2015-08-24]. （原始内容存档于2019-12-09）.
29. ↑  . Metacritic. CBS Interactive.   [2015-08-24]. （原始内容存档于2017-03-19）.
30. ↑  . Metacritic. CBS Interactive.   [2015-08-24]. （原始内容存档于2015-09-06）.
31. ↑  . Metacritic. CBS Interactive.   [2015-08-24]. （原始内容存档于2015-09-08）.
32. 1 2  Carter, Chris. . Destructoid. 2015-08-24  [2015-08-24]. （原始内容存档于2021-01-20）.
33. 1 2  Campbell, Spencer. . Electronic Gaming Monthly. 2015-08-23  [2015-08-23]. （原始内容存档于2018-12-18）.
34. ↑  .   [2015-10-04]. （原始内容存档于2021-03-11）.
35. ↑  .   [2015-10-04]. （原始内容存档于2021-02-24）.
36. ↑  Bailey, Kat. . USGamer. 2015-09-02  [2015-09-02]. （原始内容存档于2020-12-16）.
37. 1 2  Juba, Joe. . Game Informer. 2015-08-23  [2015-08-23]. （原始内容存档于2018-05-28）.
38. ↑  Utley, Matt. . Game Revolution. 2015-09-03  [2015-09-03]. （原始内容存档于2017-04-08）.
39. 1 2 3  Brown, Peter. . GameSpot. 2015-08-23  [2015-08-23]. （原始内容存档于2019-05-01）.
40. ↑  . GamesTM.   [2015-09-12]. （原始内容存档于2015-09-13）.
41. ↑  Moore, Ben. . GameTrailers. 2015-08-23  [2015-08-23]. （原始内容存档于2015-11-15）.
42. ↑  Shoemaker, Brad. . Giant Bomb. 2015-09-12  [2015-09-12]. （原始内容存档于2021-02-18）.
43. 1 2 3  Ingenito, Vince. . IGN. 2015-08-24  [2015-08-24]. （原始内容存档于2016-05-01）.
44. ↑  Official Xbox Magazine UK, October 2015, page 89
45. ↑  Roberts, Samuel. . PC Gamer. 2015-09-07  [2015-09-07]. （原始内容存档于2021-03-31）.
46. 1 2  McWhertor, Michael. . Polygon. 2015-08-27  [2015-08-27]. （原始内容存档于2016-07-28）.
47. 1 2 3  Romano, Sal. . Famitsu. 2015-08-25  [2015-08-25]. （原始内容存档于2021-01-21）.
48. ↑  Donnelly, Joe. . Digital Spy. 2015-09-08  [2015-09-08]. （原始内容存档于2015-11-01）.
49. ↑  Jenkins, David. . 2015-09-01  [2015-09-01]. （原始内容存档于2020-11-08）.
50. ↑  Contreras, Paulmichael. . PlayStation LifeStyle. 2015-08-31  [2015-08-31]. （原始内容存档于2021-02-25）.
51. ↑  Parkin, Simon. . The Guardian. 2015-09-03  [2015-09-03]. （原始内容存档于2021-03-08）.
52. ↑  Fleming, Jack. . The Independent. 2015-09-08  [2015-09-08]. （原始内容存档于2015-09-12）.
53. 1 2  McKeand, Kirk. . The Daily Telegraph. 2015-08-24  [2015-08-24]. （原始内容存档于2017-11-22）.
54. 1 2  Peckham, Matt. . Time. 2015-08-27  [2015-08-27]. （原始内容存档于2018-01-11）.
55. ↑  《游戏机实用技术》379期，第17页。
56. ↑  Nelva, Giuseppe. . DualShockers. 2015-09-06  [2018-01-10]. （原始内容存档于2020-11-30）.
57. ↑  Passalacqua, Michael. .   [2019-10-29]. （原始内容存档于2021-02-26）.

## 外部連結
- 官方網站 （页面存档备份，存于） （日語）
- 潛龍諜影25週年特設網站 （页面存档备份，存于） （日語）